# Ciclo di Aspasia
Il Ciclo di Aspasia è una serie di componimenti poetici di Giacomo Leopardi, con temi principali sull'amore e la morte, nonché sulla caduta e la vanità di ogni illusione.
L'ispirazione per le liriche proviene dalla traumatica vicenda d'amore vissuta dal poeta con Fanny Targioni Tozzetti, a cui il poeta fa riferimento usando lo pseudonimo di Aspasia. Nell'Antica Grecia, Aspasia di Mileto divenne nota come la concubina di Pericle, la cui vicenda sentimentale troverebbe, nelle intenzioni del poeta recanatese, un corrispettivo nel suo amore per la nobildonna.
Le poesie che compongono il ciclo sono: Il pensiero dominante, Amore e Morte, Consalvo, A se stesso, Aspasia.